# Zeemadeliefjes
Zeemadeliefjes (Concentricycloidea) zijn een groep van stekelhuidigen die behoren tot de klasse van de zeesterren (Asteroidea).

## Kenmerken
Deze dieren lijken op het eerste gezicht niet op zeesterren; ze hebben geen armen maar een schijfvormig lichaam, en een ring van bladachtige uitsteeksels rondom. Ook een mond ontbreekt. Wél zijn ze, als veel zeesterren, vijfzijdig symmetrisch.

## Taxonomie
Over de zeemadeliefjes werd voor het eerst gepubliceerd in 1986 door Alan Baker, Francis Rowe en Helen Shearburn Clark. Het betrof dieren die waren opgevist met gezonken hout dat van een diepte tussen 1000 en 1200 meter voor de kust van Nieuw-Zeeland omhoog was gehaald. De aanwezigheid van een watervaatstelsel met buisvoetjes, de vijfzijdige symmetrie en een skelet van calciet verrieden dat het om stekelhuidigen ging. Vanwege de aparte lichaamsbouw was het niet duidelijk of ze bij een al beschreven klasse van de stekelhuidigen thuishoorden of dat ze wellicht in een nieuw te benoemen groep moesten worden geplaatst. Aanvankelijk kreeg de groep Concentricycloidea, waarin ze geplaatst waren, de status van een nieuwe klasse binnen het fylum van de stekelhuidigen.
In 1988 verscheen de uitgebreide beschrijving van de eerste soort, in een artikel waarin ook meteen een tweede soort werd beschreven en benoemd, van de Bahama's in de Atlantische Oceaan: Xyloplax turnerae. Een flink aantal exemplaren daarvan was al tussen 1977 en 1980 verzameld maar in eerste instantie over het hoofd gezien en pas als bijzonder herkend toen de protoloog van Xyloplax medusiformis was verschenen.
In 1998 maakte het resultaat van moleculair onderzoek door Daniel Janies en Richard Mooi van het American Museum of Natural History aannemelijk dat de dieren toch nauw verwant waren aan de zeesterren. Dat maakte de weg vrij voor Christopher Mah om ze in 2006 als nieuwe infraklasse binnen de klasse Asteroidea onder te brengen.
De naam Concentricycloidea, die aan de infraklasse werd gegeven, verwijst naar de structuur van het watervaatstelsel dat, anders dan bij alle andere zeesterren, niet uit één orale ring met radiale vertakkingen bestaat, maar uit twee concentrische ringen, met elkaar verbonden door vijf korte, radiaal verlopende kanalen. De buisvoetjes staan in een enkele ring aan de onderzijde van het lichaam; bij alle andere zeesterren staan ze in dubbele rijen. De diertjes dragen aan de rand van de schijf bladvormige uitsteeksels, en met name bij de eerst gevonden soort zijn die relatief zo groot dat ze oppervlakkig aan de straalbloemen van een lid van de composietenfamilie doen denken. De triviale naam zeemadelief verwijst naar het madeliefje, een klein blijvend lid van die plantenfamilie.
Na de vondst van Xyloplax medusiformis, bij Nieuw-Zeeland, en X. turnerae, bij de Bahama's, werd in het noordoosten van de Grote Oceaan nog een derde soort gevonden: Xyloplax janetae. Geen van alle wordt groter dan een centimeter.

## Soorten
- Orde Peripodida Baker, Rowe & Clark, 1986
  - Familie Xyloplacidae Baker, Rowe & Clark, 1986
    - Geslacht Xyloplax Baker, Rowe & Clark, 1986
      - Xyloplax janetae Mah, 2006
      - Xyloplax medusiformis Baker, Rowe & Clark, 1986
      - Xyloplax turnerae Rowe, Baker & Clark, 1988